# بعثة الأمم المتحدة الزائرة إلى الصحراء الإسبانية عام 1975
في عام 1975 أوفدت الجمعية العامة للأمم المتحدة بعثة زائرة إلى الإقليم والدول المحيطة، وفقًا لقرارها 3292 (13 ديسمبر 1974) للمساعدة في عملية إنهاء استعمار الصحراء الإسبانية (الصحراء الغربية الحديثة)، وهي مستعمرة في شمال أفريقيا.

## الغرض من البعثة الزائرة
كانت البعثة تهدف إلى التحقيق في الوضع السياسي في الصحراء الإسبانية، وكذلك المطالبات المتضاربة بالإقليم:
- كانت إسبانيا تدير الصحراء الإسبانية منذ مؤتمر برلين عام 1884، لكنها أعلنت انسحابها من الإقليم. دعا حزب الاتحاد الوطني الصحراوي المدعوم من مدريد إلى انتقال تدريجي نحو الاستقلال وطالب بعلاقات مميزة بين إسبانيا والصحراء الغربية المستقبلية.
- جبهة البوليساريو، وهي منظمة محلية مناهضة للاستعمار كانت تشن حرب عصابات ضد القوات الإسبانية منذ عام 1973، طالبت بالبلاد لسكانها الصحراويين وبالاستقلال الفوري.
- احتج المغرب بالعلاقات التاريخية بين العائلة المالكة والقبائل الصحراوية، مدعيًا أن المنطقة هي أقليمه الجنوبي.
- أشارت موريتانيا إلى العرق المشترك (للصحراويين والمور) والصلات الإقليمية التاريخية، مدعيةً أنها جزء شمالي من البلاد؛ تيرس الغربية.
- طالبت الأمم المتحدة منذ عام 1966 بإجراء استفتاء بين السكان الأصليين لتحديد الوضع المستقبلي للإقليم.

## البعثة
تألفت البعثة من ثلاثة أعضاء. كان رئيسها سيميون آكي، سفير الأمم المتحدة في كوت ديفوار (ساحل العاج)؛ رافقته مارتا خيمينيز مارتينيز، دبلوماسية كوبية، ومانوشهر بيشفا من إيران.
قامت البعثة بجولة في الصحراء الإسبانية من 12 حتى 19 مايو 1975، بعد أن منعتها السلطات الإسبانية في البداية من الدخول. كما زارت العاصمة الإسبانية مدريد من 8 حتى 12 مايو ومرة أخرى في 20 حتى 22 مايو. من 28 مايو إلى 1 يونيو قامت البعثة بجولة في البلدان المجاورة موريتانيا والمغرب والجزائر - التي دعمت البوليساريو منذ أواخر عام 1974[بحاجة لمصدر] - وقد التقت قادة جبهة البوليساريو.

## نتائج البعثة

### الصحراء المغربية
في الإقليم، واجهت البعثة مظاهرات معارضة من قبل جبهة البوليساريو والاتحاد الوطني للتضامن اللذان كان كلاهما يطالبان بالاستقلال، لكنهما يختلفان في نهجهما تجاه السلطات الإسبانية. كتب توني هودجز:
خلال زيارتها للإقليم، أفادت [بعثة الأمم المتحدة] بأن "البعثة لم تصادف أي مجموعات تدعم المطالب الإقليمية للدول المجاورة، وبالتالي لم يكن لها رأي في تقدير مدى دعمها، الذي بدا أنه غارق في مظاهرات حاشدة لصالح الاستقلال.
و
وأشار مبعوثو الأمم المتحدة إلى أنه ورغم اجتماع البعثة بشكل خاص مع عدد من الجماعات في المنطقة الشمالية التي تمثل الاتحاد الوطني للتضامن، إلا أنها لم تشهد أي مظاهرات عامة منفصلة لدعم هذا الحزب. كان هذا تناقضًا ملحوظًا مع جبهة البوليساريو، التي ظهر أنصارها منذ البداية بأعداد كبيرة وهم يحملون أعلام وشعارات حركتهم. ولم يُنظّم الاتحاد الوطني للتضامن مظاهرات حاشدة للترحيب بالبعثة في كل مكان تمت زيارته حتى زارت البعثة المنطقة الجنوبية، حيث فعل كما فعل معارضيها،".
و
في فيلا سيسنيروس ومستوطنات أخرى في الجنوب، نظم أنصار البوليساريو وحزب الاتحاد الوطني للتضامن مظاهرات متنافسة منفصلة، ولكن «ومع حشد الجماعتين لعدد كبير من المؤيدين»، فقد لاحظت البعثة أن «أن الغلبة من الواضح كانت في صالح جبهة البوليساريو». كانت لافتات البوليساريو والاتحاد الوطني للتضامن «متشابهة»، حيث «طالب كلاهما بالاستقلال الكامل للإقليم وعارضا الاندماج مع الدول المجاورة».
و
وبسبب التعاون الكبير الذي تلقته من السلطات الإسبانية، تمكنت البعثة، مع قصر مدة إقامتها في الإقليم، من زيارة جميع المراكز السكانية الرئيسية تقريبًا والتأكد من آراء الأغلبية الساحقة من سكانها. قوبلت البعثة في كل مكان تمت زيارته، بمظاهرات سياسية حاشدة، وعقدت اجتماعات خاصة عديدة مع ممثلين عن كل قسم من المجتمع الصحراوي. من كل ذلك، اتضح للبعثة أن هناك إجماعًا ساحقًا بين الصحراويين داخل الإقليم لصالح الاستقلال ومعارضة الاندماج مع أي دولة مجاورة [...] تعتقد البعثة، في ضوء ما شهدته في الإقليم، ولا سيما المظاهرات الجماهيرية المؤيدة لحركة واحدة، جبهة البوليساريو [...] أن زيارتها كانت بمثابة حافز لجلب القوى السياسية المفتوحة والضغوط التي كانت مغمورة بشكل كبير في السابق. كان الأمر الأكثر أهمية بالنسبة للبعثة هو أن هذا جاء كمفاجأة للسلطات الإسبانية التي كانت، حتى ذلك الحين، تدرك جزئيًا الصحوة السياسية العميقة للسكان.
قدرت البعثة أن أكبر مظاهرة شهدتها، قد «نظمتها جبهة البوليساريو»، في العيون بتاريخ 13 مايو 1975، وكانت تتألف من 15 ألف شخص - وهو عدد كبير، منذ أن حدد تعداد عام 1974 الذي أجرته السلطات الإسبانية أن العدد الإجمالي للسكان كان أقل بقليل من 75 ألف شخص.

### الدول المحيطة
- في موريتانيا، التقت البعثة الرئيس المختار ولد داداه في نواكشوط حيث كرر مطالبته بدمج الإقليم في موريتانيا. سافرت البعثة أيضًا إلى البلدات الشمالية من أتار، والزويرات، وبير مغرين، ونواذيبو، حيث شهدت «مظاهرات متنافسة كبيرة» من قبل حزب الشعب الموريتاني (حزب الرئيس ولد داداه) وجبهة البوليساريو.
- في فاس، كرر الملك الحسن الثاني بن محمد المطالبة المغربية بالإقليم، وشهدت البعثة "مظاهرات كبيرة للمطالبة بالضم في بلدات في أقصى جنوب البلاد، بالقرب من حدود الصحراء الغربية" التي "تركت بلا شك [...] عمق الدعم الشعبي في المغرب لحملة حسن "للم الشمل"، وكذلك تصميم حكومته على تحقيق أهدافها. وقد أُبلغت البعثة بأن المغرب لن يقبل إدراج الاستقلال ضمن الخيارات التي ستطرح على الصحراويين الغربيين في استفتاء كان السؤال الوحيد المقبول فيه هو: هل تريد أن تبقى تحت سلطة إسبانيا أم أن تنضم إلى المغرب؟
- في الجزائر، صرح الرئيس هواري بومدين أن «الجزائر ليس لديها مصلحة في الصحراء الغربية سوى احترام حق الصحراويين في تقرير المصير». كما زارت البعثة المجتمعات الصحراوية في تندوف وأم الأصيل وحاسي عبد الله في الجزائر، حيث «استقبلهم الآلاف من المتظاهرين الموالين للبوليساريو» وشاهدوا ضباطًا إسبانًا من تروباس نوماداس، محتجزين كأسرى حرب من قبل قوات البوليساريو. صرح الأمين العام لجبهة البوليساريو الوالي مصطفى السيد، أن «الاستفتاء لم يكن ضروريًا لأنه أصبح من الواضح الآن أن غالبية الصحراويين يريدون الاستقلال، لكن [...] قالوا إنهم سيقبلون، إذا أصرت الأمم المتحدة، بشرط أن يتم سحب الإدارة الإسبانية أولًا واستبدالها بإدارة» وطنية«، وسحب جميع القوات الإسبانية واستبدالها بجنود البوليساريو بموجب ضمانات من الأمم المتحدة وجامعة الدول العربية، والسماح لجميع اللاجئين بالعودة إلى الإقليم».

## عواقب تقرير البعثة
قدمت البعثة تقريرها إلى الأمم المتحدة في 15 أكتوبر 1975. استشهدت جبهة البوليساريو وداعميها الجزائريين بنتائج التحقيق بشكل خاص على أنه داعمٌ لحجتهم، لكن النقاش غرق إلى حد كبير من خلال تقديم رأي استشاري قدّمته محكمة العدل الدولية في 16 أكتوبر. جادلت المحكمة بأن مطالبة أي من البلدين لا تكفي لمنحها ملكية الإقليم. كما قضت المحكمة بأن الصحراويين يمتلكون حق تقرير المصير رغم وجود روابط تاريخية بين كل من موريتانيا والمغرب لقبائل وأراضي الصحراء الإسبانية، مما يعني أن أي حل لمشكلة وضع الصحراء الإسبانية يجب أن يوافق عليه الشعب الصحراوي. (وهو موقف يعتبر داعمًا للاستفتاء) وردًا على حكم محكمة العدل الدولية، أعلن الملك الحسن الثاني ملك المغرب في غضون ساعات من إصدار نتائج المحكمة، أنه سينظم مسيرة خضراء في الصحراء الإسبانية لتولي ملكية الإقليم.

## رقم أرشيف الجمعية العامة للأمم المتحدة
تم أرشفة التقرير النهائي للبعثة في الوثائق الرسمية للجمعية العامة.
- بعثة الأمم المتحدة الزائرة للصحراء الإسبانية، 1975، الجمعية العامة، الدورة 30، الملحق 23، وثيقة الأمم المتحدة A / 10023 / Rev.

## روابط خارجية
- صفحة الصحراء الغربية على الإنترنت المؤيدة للصحراويين مع مقتطفات من تقرير البعثة الزائرة.